# Callanthiidae
Callanthiidae é uma família de peixes da subordem Percoidei, superfamília Percoidea. Os peixes desta família são conhecidos como percas-reais ou peixes-prisma.

## Géneros e espécies
Actualmente consideram-se 13 espécies agrupadas em 3 géneros:
- Género Callanthias (Lowe, 1839)
  - Callanthias allporti (Günther, 1876)
  - Callanthias australis (Ogilby, 1899)
  - Callanthias japonicus (Franz, 1910)
  - Callanthias legras (Smith, 1948)
  - Callanthias parini (Anderson y Johnson, 1984)
  - Callanthias platei (Steindachner, 1898)
  - Callanthias ruber (Rafinesque, 1810)
  - Callanthias splendens (Griffin, 1921)

- Género Grammatonotus (Gilbert, 1905)
  - Grammatonotus crosnieri (Fourmanoir, 1981)
  - Grammatonotus laysanus (Gilbert, 1905)
  - Grammatonotus macrophthalmus (Katayama, Yamamoto y Yamakawa, 1982)
  - Grammatonotus surugaensis (Katayama, Yamakawa and Suzuki, 1980)

- Género Parabarossia
  - Parabarossia lanceolata (Kotthaus, 1976)